# Piskiwka (przystanek kolejowy)
Piskiwka (ukr. Пісківка) – przystanek kolejowy w miejscowości Piskiwka, w rejonie buczańskim, w obwodzie kijowskim, na Ukrainie. Położony jest na linii Kijów – Korosteń – Kowel.
Do 2023 przystanek nosił nazwę Pisky (ukr. Піски).